# Félix de La Haye-Jousselin
Félix de La Haye-Jousselin, seigneur de la baronnie de Derval (23 décembre 1764, Rennes - 26 novembre 1822, château du Fond-des-Bois à Derval (Loire-Atlantique)), est un homme politique français.

## Biographie
Félix de La Haye-Jousselin est le fils de Julien François Jousselin, sieur de La Haye-Veillet, avocat, doyen des substituts du procureur général du roi au Parlement de Bretagne, et d'Anne Clergeau.
Avocat, intendant des domaines et conseiller du prince de Condé, il est arrêté comme suspect sous la Révolution.
Propriétaire à Redon, il est élu député d'Ille-et-Vilaine le 9 mai 1822. Il ne se fit pas remarquer à la Chambre, où il ne resta d'ailleurs que peu de temps. 
Mort le 26 novembre 1822, il est remplacé à la Chambre par le comte de La Bourdonnaye-Montluc.
Marié avec Louise Marie Josephe Macé de La Porte, fille de Sébastien Macé de la Porte, sieur de La Thébaudais, avocat en la cour, sénéchal et seul juge de Redon, de Brain et de Langon, et de  Françoise Levesque, dame de la Houssaye, il est le père de Julien-Louis-Marie de La Haye-Jousselin, ainsi que le beau-père de Marc-Aimé Levesque du Rostu, d'Aimé François Dondel du Faouëdic et de Louis Jourdain Heurtevent.

## Source
- « Félix de La Haye-Jousselin », dans Adolphe Robert et Gaston Cougny, Dictionnaire des parlementaires français, Edgar Bourloton, 1889-1891 [détail de l’édition]